# Miss Internacional 2017
Miss Internacional 2017 fue la 57.ª edición del certamen Miss Internacional correspondiente al año 2017 cuya final se llevó a cabo el martes 14 de noviembre de 2017 en la Sala municipal del Domo de Tokio en la ciudad homónima, capital de Japón. Candidatas de 69 naciones y territorios autónomos compitieron por el título. Al final del evento, Kylie Verzosa, Miss Internacional 2016 de Filipinas coronó a Kevin Lilliana Junaedy de Indonesia como su sucesora.

## Resultados
| Posiciones                | Candidata |
| ------------------------- | --- |
| Miss Internacional 2017   | - Indonesia - Kevin Lilliana Junaedy |
| Primera finalista         | - Curazao - Chanelle De Lau |
| Segunda finalista         | - Venezuela - Diana Croce |
| Tercera finalista         | - Australia - Amber Dew |
| Cuarta finalista          | - Japón - Natsuki Tsutsui |
| Semifinalistas (Top 8)    | - Ecuador - Jocelyn Mieles - Laos - Phounesup Phonnyotha - Reino Unido - Ashley Powell |
| Cuartofinalistas (Top 15) | - Eslovaquia - Petra Varaliová - Finlandia - Pihla Koivuniemi - Ghana - Abigail Martes - Honduras - Vanessa Villars - Panamá - Darelys Santos - Sudáfrica - Tayla Robinson - Tailandia - Ratiyaporn Chookaew |

### Reinas continentales
| Premio                     | Candidata                                   |
| -------------------------- | ------------------------------------------- |
| Miss Internacional África  | - Ghana — Abigail Martey                    |
| Miss Internacional América | - Bolivia — Carla Patricia Maldonado Simoni |
| Miss Internacional Asia    | - Corea del Sur — Seung Woo Nam             |
| Miss Internacional Europa  | - Reino Unido — Ashley Powell               |
| Miss Internacional Oceanía | - Nueva Zelanda — Michelle Isemonger        |

### Premios especiales
| Premio               | Candidata                            |
| -------------------- | ------------------------------------ |
| Mejor Traje Nacional | - Japón — Natsuki Tsutsui            |
| Miss Cuerpo Perfecto | - Australia — Amber Dew              |
| Mejor Vestuario      | - Indonesia — Kevin Lilliana Junaedy |

## Historia

### Sede

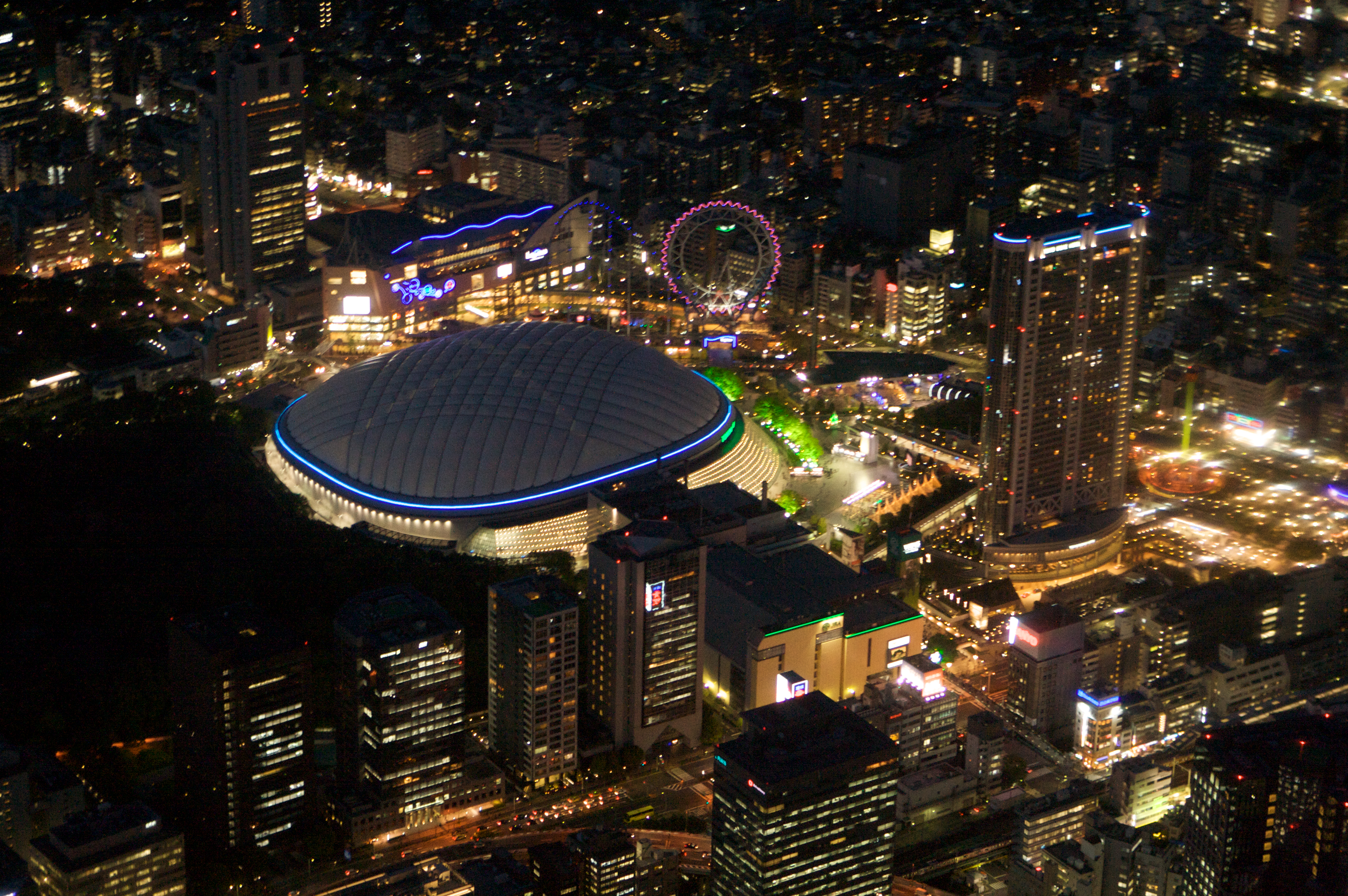
Vista externa del Tokyo Dome, recinto sede del certamen.

La Organización Miss Internacional confirmó en el mes de mayo de 2017 que la realización del Miss Internacional 2017 se llevaría a cabo el 14 de noviembre del presente año, y que por quinto año consecutivo, Tokio sería la ciudad sede de dicho certamen. Más tarde, a finales de mayo, la organización anunció que la noche final del certamen se llevará a cabo en el Tokyo Dome City Hall ubicado en Bunkyō, Tokio; siendo por segundo año consecutivo que dicho recinto acoja el certamen.
Las candidatas arribaron a Tokio a finales del mes de octubre, y durante las casi 3 semanas de competencia todas las candidatas hicieron diversas actividades como visitar programas de la televisión japonesa, además visitarán lugares turísticos en la ciudad de Tokio así como en otras ciudades de Japón. Las más de 60 candidatas representantes de diferentes países de los cinco continentes se hospedaron en el Tokyo Dome Hotel.

## Relevancia histórica deMiss Internacional 2017
- Indonesia gana por primera vez Miss Internacional.
- Curazao obtiene el puesto de Primera Finalista por primera vez.
- Venezuela obtiene el puesto de Segunda Finalista por segunda vez, la última vez que obtuvo esta posición fue en 1989.
- Australia obtiene el puesto de Tercera Finalista por primera vez.
- Japón obtiene el puesto de Cuarta Finalista por tercera vez, la última vez fue en 1979.
- Australia, Finlandia, Indonesia, Japón y Tailandia repiten clasificación a semifinales.
- Tailandia clasifica por quinto año consecutivo.
- Australia, Finlandia, Indonesia y Japón clasifican por segundo año consecutivo.
- Laos, en su debut, logra pasar a semifinales obteniendo su clasificación más alta hasta la fecha.
- Honduras, Reino Unido y Venezuela clasificaron por última vez en 2015.
- Panamá clasificó por última vez en 2014.
- Ecuador clasificó por última vez en 2013.
- Eslovaquia clasificó por última vez en 2000.
- Curazao clasificó por última vez en 1999.
- Sudáfrica clasificó por última vez en 1965.
- México rompe una racha de clasificaciones que mantenía desde 2014.
- Estados Unidos rompe una racha de clasificaciones que mantenía desde 2015.
- Filipinas rompe una racha de clasificaciones que mantenía desde 2008.
- Por primera vez se reduce el grupo de 15 semifinalistas a un segundo grupo de 8 de las cuales se eligen a las finalistas y a la ganadora.

## Candidatas
69 candidatas participaron en el certamen:
(En la tabla se utiliza su nombre completo, los sobrenombres van entrecomillados y los apellidos utilizados como nombre artístico, entre paréntesis; fuera de ella se utilizan sus nombres «artísticos» o simplificados)
| País/Territorio      | Candidata                            | Edad | Residencia           |
| -------------------- | ------------------------------------ | ---- | -------------------- |
| Australia            | Amber Sidney Dew                     | 21   | Melbourne            |
| Bélgica              | Virginie Philippot                   | 24   | Bruselas             |
| Bielorrusia          | Polina Pimahina                      | 20   | Minsk                |
| Bolivia              | Carla Patricia Maldonado Simoni      | 22   | Camiri               |
| Brasil               | Bruna Custódio Zanardo               | 25   | Laranjal Paulista    |
| Camboya              | Nheat Sophea                         | 19   | Nom Pen              |
| Canadá               | Marta Magdalena Stepien              | 19   | Windsor              |
| Chile                | Estefanía Galeota Marquis            | 20   | Coquimbo             |
| China                | Jia Shi                              | 23   | Jiangsu              |
| Colombia             | Vanessa Pulgarín Monsalve            | 25   | Medellín             |
| Corea del Sur        | Seung Woo Nam                        | 25   | Seúl                 |
| Costa Rica           | Karla Paola Chacón Fuentes           | 26   | San José             |
| Curazao              | Chanelle Wilhemina Maria De Lau      | 22   | Willemstad           |
| Ecuador              | Jocelyn Daniela Mieles Zambrano      | 22   | Manta                |
| El Salvador          | Fátima Yolanda Mauricio Mangandi     | 25   | San Salvador         |
| Eslovaquia           | Petra Varaliová                      | 19   | Bardejov             |
| España               | Elizabeth Victoria Ledesma Laker     | 18   | Tenerife             |
| Estados Unidos       | Shanel Kapri James                   | 25   | Baltimore            |
| Etiopía              | Bamlak Dereje Fikru                  | 20   | Adís Abeba           |
| Filipinas            | Maria Angelica Andolong De Leon      | 23   | Las Piñas            |
| Finlandia            | Pihla Koivuniemi                     | 22   | Tampere              |
| Francia              | Maëva Balan-Merceron                 | 24   | París                |
| Ghana                | Daniella Akorfa Awuma                | 25   | Acra                 |
| Gibraltar            | Tessa Britto                         | 21   | Gibraltar            |
| Guadalupe            | Clotilde Stressais                   | 19   | Basse-Terre          |
| Guatemala            | Ana Lucía Villagrán Ruano            | 24   | Ciudad de Guatemala  |
| Haití                | Caroline Minerve Sanchelle Begein    | 22   | Puerto Príncipe      |
| Hawaii               | Courtney Coleman                     | 23   | Honolulu             |
| Honduras             | Claudia Vanessa Figueroa             | 19   | Tegucigalpa          |
| Hong Kong            | Wing Wong Heng                       | 23   | Hong Kong            |
| Hungría              | Rebeka Hartó                         | 21   | Pest                 |
| India                | Ankita Kumari                        | 22   | Mumbai               |
| Indonesia            | Kevin Lilliana Junaedy               | 21   | Bandung              |
| Islas Cook           | Silas Tuaputa                        | 21   | Avarua               |
| Japón                | Natsuki Tsutsui                      | 23   | Tokio                |
| Laos                 | Phounesup Phonnyotha                 | 20   | Vientián             |
| Líbano               | Dima Camille Safi                    | 24   | Beirut               |
| Lituania             | Patricija Belousova                  | 22   | Vilna                |
| Macao                | Sofia Vanessa Dos Santos Paiva       | 20   | Taipa                |
| Malasia              | Annie Wong Wei Wei                   | 20   | Kuala Lumpur         |
| Mauricio             | Marie-Desirée Sabrina Laetitia Bégue | 19   | Triolet              |
| México               | Treisy Citlaly Higuera López         | 23   | Tamaulipas           |
| Moldavia             | Daniela Bejan                        | 22   | Cahul                |
| Mongolia             | Saikhantamir Amarsanaa               | 22   | Ulán Bator           |
| Birmania             | Sao Yoon Wadi Oo                     | 25   | Taunggyi             |
| Nepal                | Niti Shah                            | 21   | Ghorahi              |
| Nicaragua            | Helen Martínez Treminio              | 22   | Matagalpa            |
| Noruega              | Vilde Andresen Bø                    | 20   | Tønsberg             |
| Nueva Zelanda        | Michelle Isemonger                   | 21   | Auckland             |
| Países Bajos         | Nathalie Mogbelzada                  | 20   | Ámsterdam            |
| Panamá               | Darelys Yahel Santos Domínguez       | 22   | Ciudad de Panamá     |
| Paraguay             | Fátima Tatiana Rolin Trombetta       | 25   | Obligado             |
| Perú                 | Tiffany López Borjaz                 | 23   | Lima                 |
| Polonia              | Paulina Maziarz                      | 20   | Voivodato de Mazovia |
| Portugal             | Ana Rita Almeida Marques             | 19   | Lisboa               |
| Reino Unido          | Ashley Powell                        | 22   | Londres              |
| República Checa      | Alice Činčurová                      | 20   | Praga                |
| República Dominicana | Jénnifer Váldez                      | 19   | Pedernales           |
| Rusia                | Elena Kvyatkevich                    | 20   | San Petersburgo      |
| Sierra Leona         | Abie Mansaray                        | 22   | Freetown             |
| Singapur             | Kylie Yeo                            | 23   | Singapur             |
| Sudáfrica            | Tayla Skye Robinson                  | 22   | Johannesburgo        |
| Suecia               | Lina Ljungberg                       | 20   | Norrköping           |
| Taiwán               | Xie Lingci (Hsieh Ling-Tzu)          | 25   | Taipéi               |
| Tailandia            | Ratiyaporn Chookaew                  | 19   | Songkhla             |
| Túnez                | Khaoula Saad Gueye                   | 23   | Túnez                |
| Ucrania              | Kseniya Chifa                        | 24   | Zaporiyia            |
| Venezuela            | Diana Macarena Croce García          | 20   | Calabozo             |
| Vietnam              | Huỳnh Thị Thùy Dung                  | 21   | Ciudad Ho Chi Minh   |

### Designaciones
- Polina Pimakhina (Bielorrusia) fue designada por la Organización Miss Belarus.
- Chanelle De Lau (Curazao) fue designada por Chris Puesan, director nacional de Miss International Curacao.
- Bamlak Dereje (Etiopía) fue designada por Henock Leuleseged, director nacional de Miss International Ethiopia.
- Caroline Minerve (Haití) fue designada por Chris Puesan, CEO de Miss Haiti, tras ser la primera finalista del certamen nacional.
- Patricija Belousova (Lituania) fue designada en una elección cerrada.
- Annie Wong (Malasia) fue designada por Marlene Lim Hui, CEO de Miss Global International Malaysia.
- Sofia Paiva (Macao) fue designada por la organización nacional de dicha región autónoma para esta edición del certamen.
- Citlaly Higuera (México) fue designada por la Organización Mexicana Universal, tras ocupar el puesto de primera finalista en Nuestra Belleza México 2017.
- Daniela Bejan (Moldavia) fue designada por la organización Miss Bikini Moldova.
- Vilde Andresen (Noruega) fue designada por la Organización Miss Norway, tras un anuncio hecha por la misma entidad en su página oficial. Andresen se posicionó como segunda finalista en el certamen nacional.
- Darelys Santos (Panamá) fue designada por Justine Pasek, CEO de Señorita Panamá. Darelys fue la primera finalista de Señorita Panamá 2017.
- Khaoula Gueye (Túnez) fue designada por Aida Antar, tras ser la segunda finalista de Miss Tunisia 2016.
- Diana Croce (Venezuela) fue designada por la Organización Miss Venezuela, tras ocupar el puesto de primera finalista en Miss Venezuela 2016.
- Huỳnh Thị Thùy Dung (Vietnam) fue designada por Elite Models Vietnam, organización titular de la franquicia de Miss International en Vietnam, tras ser la segunda finalista del ceramen nacional en 2016.

### Suplencias
- Darelys Santos (Panamá) fue designada por la Organización Señorita Panamá, en un anuncio realizado en su página oficial de Instagram tras ser la primera finalista en el Concurso Nacional Señorita Panamá 2017; en reemplazo de Yirieth Nieto, quien fuese designada previamente, tras padecer de una enfermedad que la imposibilita de asistir a la convocatoria, además de que la franquicia en dicho país cambiase de manos y la posterior cancelación de la ceremonia de coronación de Nieto como la delegada oficial.[4][5]
- Elizaveta Bondarenko (Rusia) renunció al título por razones personales, su lugar lo tomará Elena Kvyatkevich, quien fuese finalista en el certamen.
- June Oh (Singapur) renunció al título por razones desconocidas, por ende Kylie Yeo tomará su lugar en la competencia, tras posicionarse como la primera finalista en el certamen nacional.

## Datos acerca de las delegadas
Algunas de las delegadas del Miss Internacional 2017 han participado, o participarán, en otros certámenes internacionales de importancia:
- Virginie Philippot (Bélgica), representando al Congo, participó sin éxito en Best Model of the World 2009.
- Marta Magdalena Stepien (Canadá), fue primera finalista en el Reinado Internacional del Café 2018 y en Miss Universo 2018 fue Semifinalista.
- Fátima Mangandi (El Salvador) participó sin éxito en Miss Reina Internacional del Turismo 2011 y Reina Hispanoamericana 2016.
- Tayla Skye Robinson (Sudáfrica) fue semifinalista en Miss All Nations 2012 y participó sin éxito en Miss Progreso Internacional 2014.
- Diana Croce (Venezuela) participó en Elite Model Look International 2012 y Miss Mundo 2016.
- Patricija Belousova (Lituania) participó sin éxito en Miss Universo 2014.
- Tatiana Rolin  (Paraguay) fue semifinalista en Face of Beauty 2014.
- Ashley Powell (Reino Unido) fue segunda finalista en Miss Turismo Mundo 2014 y en Universal Woman 2024 fue Semifinalista.
- Nathalie Mogbelzada (Países Bajos) ganó Miss Reina Internacional del Turismo 2015.
- Bruna Zanardo (Brasil) fue tercera finalista en Miss Tierra 2016.
- Paola Chacón (Costa Rica) participó sin éxito en  Miss Supranacional 2016 y fue semifinalista en Top Model of the World 2015, representando a Isla Cocos (CRC).
- Chanelle de Lau (Curazao) concursó sin éxito en Miss Universo 2016 y fue cuarta finalista en Miss Supranacional 2024
- Saikhantamir Amarsanaa (Mongolia), no logró clasificar en Miss Model of the World 2015, así como fue primera finalista en Miss Supertalent of the World 2016.
- Polina Pimahina (Bielorrusia), figuró en el top 6 de Miss Supranacional 2016, así como fue cuarta finalista en Top Model of the World 2017.
- Hsieh Ling-Tzu (Taiwán) participó sin éxito en Miss Siete Continentes 2015, ni en Miss Cosmopolitan World 2017.
- Alice Činčurová (República Checa) participará, de concordar fechas, en Miss Intercontinental 2017.
- Jocelyn Mieles (Ecuador) participó en  Miss Eco Internacional 2019 en donde llegó al grupo de 10 semifinalistas.

Algunas de las delegadas nacieron o viven en otro país al que representarán, o bien, tienen un origen étnico distinto:
- Virginie Philippot (Bélgica) tiene ascendencia congoleña.
- Carla Maldonado (Bolivia), Tatiana Rolin (Paraguay) y Diana Croce (Venezuela) tienen ascendencia italiana.
- Marta Magdalena Stepien (Canadá) nació en Polonia.
- Chanelle de Lau (Curazao) tiene ascendencia neerlandesa por parte paterno, y origen jamaicano por el lado materno.
- Patricija Belousova (Lituania) tiene origen polaco y ruso.
- Sofia Paiva (Macao) es hija de padres portugueses.

Otros datos significativos de algunas delegadas:
- Vanessa Pulgarín (Colombia) es actriz y modelo profesional.
- Maëva Balan (Francia) es actriz y modelo profesional.
- Ana Lucía Villagrán (Guatemala) es voleibolista profesional.
- Vanessa Villars (Honduras) es presentadora de televisión.
- Tatiana Rolin (Paraguay) concursaría en el Miss Internacional 2016, pero por problemas de visado no asistió a la convocatoria.
- Diana Croce (Venezuela) es modelo profesional y ha modelado en la New York Fashion Week.
- Jocelyn Mieles (Ecuador) fue participante de Combate RTS
- estefania marquis (chile) participó en gran hermano Chile 2023

## Sobre los países en Miss Internacional 2017

### Naciones debutantes
- Camboya, Islas Cook y Laos  que participarán por primera vez en el certamen.

### Naciones que regresaron en la competencia
- Etiopía que compitió por última vez en 2009.
- República Checa que compitió por última vez en 2010.
- Lituania que compitió por última vez en 2013.
- Chile, Curazao y Egipto que compitieron por última vez en 2014.
- Mongolia, Paraguay y Zambia que compitieron por última vez en 2015.